# جوزيف ديشا
جوزيف ديشا هو سياسي أمريكي، ولد في 9 ديسمبر 1768 في مقاطعة مونرو في الولايات المتحدة، وتوفي في 11 أكتوبر 1842 في جورجتاون في الولايات المتحدة. نشط حزبياً في الحزب الجمهوري الديمقراطي.

## مناصب
- انتخب عضو مجلس نواب كنتاكي ‏ (1797 – 1802).
- انتخب عضو مجلس ولاية كنتاكي ‏ (1802 – 1807).
- انتخب حاكم كنتاكي [الإنجليزية]‏ (24 أغسطس 1824 – 26 أغسطس 1828).
- انتخب عضو مجلس النواب الأمريكي [الإنجليزية]‏ (4 مارس 1807 – 3 مارس 1819).